# حزامه حبایب
حزامه حبایب (عربی: ْحُزَامَة حَبَايِب) (زاده: ژوئن ۱۹۶۵ در کویت) شاعر و داستانسرای فلسطینی برنده جوایز مختلف از جمله جشنواره قدس است. وی دوران رشد و جوانی را در کویت گذراند و در سال ۱۹۸۷ موفق به کسب مدرک لیسانس در رشته ادبیات و زبان انگلیسی از دانشگاه کویت گردید. وی همچنین عضو انجمن نویسندگان اردنی و اتحادیه ادبا و نویسندگان عرب بود. در جریان جنگ خلیج در سال ۱۹۹۰ به همراه اعضای خانواده اش مجبور به هجرت به اردن گردید و سپس به امارات متحده عربی رفته و در آنجا اقامت گزید.

## زندگی ادبی
حزامه حبایب علاوه بر نویسندگی در زمینه ادبیات، در سایر زمینه‌ها نیز فعالیت داشت. وی ابتدا در زمینه مطبوعات در کویت فعالیت داشت ولی بعد از رفتن به اردن به عنوان آموزگار و مترجم کار می‌کرد، حتی بعد از این که به عنوان یک نویسنده خوش ذوق معروف شد همچنان در زمینه مطبوعات و ترجمه به کارش ادامه داد و چندین کتاب و مقاله از انگلیسی به عربی ترجمه کرد. او همچنین مقالات و تحقیقاتی نیز در زمینه زبان‌های عربی و انگلیسی داشته است.

## شاعری
علیرغم معروفیت حزامه حبایب در زمینه داستانسرایی ولی در زمینه شعر به‌خصوص شعر آزاد نیز معروفیت داشت. او در ماه مه ۱۹۹۰ مجموعه ای از اشعار تحت عنوان «صورت‌ها» در مجله لندنی «ناقد» منتشر شد. وی جزو هشتاد شاعر عرب بود که در آن زمان شعرهایشان در مجله فوق که یک مجله خاص در زمینه شعر بود انتشار می‌یافت.

## تأثیرات سیاسی

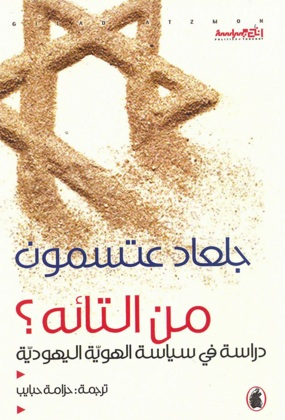
حزامه حبایب

در تمامی کارهای ادبی حزامه حبایب اعم از داستان یا قصه‌های کوتاه، روح هویت فلسطینی بچشم می‌خورد. او این هویت فلسطینی را در ترجمه‌هایش نیز نمایان می‌ساخت. کما این که در ژوئن ۲۰۱۳ در کتابی که به عربی ترجمه کرد، مسئله فلسطین و سیاست‌های ظالمانه ای که اسرائیل در حق فلسطینی‌ها اعمال می‌کرد را منعکس نمود.